# Bolivia, Mexiko
Bolivia är en ort i Mexiko.   Den ligger i kommunen Escuintla och delstaten Chiapas, i den sydöstra delen av landet, 800 km sydost om huvudstaden Mexico City. Bolivia ligger 919 meter över havet och antalet invånare är 106.
Terrängen runt Bolivia är bergig åt nordväst, men åt sydost är den kuperad. Runt Bolivia är det ganska tätbefolkat, med 78 invånare per kvadratkilometer. Närmaste större samhälle är Escuintla, 19,6 km väster om Bolivia. I omgivningarna runt Bolivia växer i huvudsak städsegrön lövskog.